# Carlos Roberto Gonçalves
Carlos Roberto Gonçalves (1938) é um professor, árbitro, escritor e desembargador aposentado brasileiro, que se dedica ao estudo do direito civil. Foi desembargador do Tribunal de Justiça do Estado de São Paulo (TJSP) e realizou mestrado em direito civil pela Pontifícia Universidade Católica de São Paulo (PUC-SP). Entre outras, sua obra Direito Civil Brasileiro, em 7 volumes, é frequentemente citada no Brasil em decisões de tribunais superiores como o Superior Tribunal de Justiça (STJ). É membro fundador da Academia Brasileira de Direito Civil.